# 大J
周世鏗（花名：JASON，大J；遊戲頻道英文名：HUNGGYGAMES，是根據中文全名中的（世鏗）的英文直譯）（1984年8月16日—），香港YouTuber，香港部分網民又稱他為巨龍、大J（曾因在舊公司有兩個名為jason的員工，他的年紀比較大所以被叫做大J)。2002年赴日本留學，修讀工商管理。 2012年開始YouTube影音創作，主要拍攝遊戲影片及影像網誌。2015年6月， 成為香港第一個突破1億觀看次數的YouTuber，年薪亦達到過百萬港元。2019年6月起，大J積極表態支持反送中運動，因此被受大量年輕網民的追捧 。2021年12月30日傍晚透過社交帳戶Instagram表示已正式移居日本。

## 生平

### 早年生涯
周世鏗於1984年8月16日出生於香港，祖籍廣東東莞，在家中排行第4，有1個姐姐、2個哥哥和1個弟弟。1990年7月幼稚園畢業於德福幼稚園（第九屆上午班）；1990年至1993小學一年級至三年級時就讀於牛頭角下邨的天主教慈幼會聖鮑思高學校。小學三年級時轉校到啟思小學，因為英文欠佳，所以重讀小學三年級。中學曾在香港就讀第一組別中學，其後轉讀國際學校，2002年赴日本東京留學，進修工商管理，他亦因此能說流利日語。他就學期間曾應徵香港商業電台的唱片騎師職位，但不獲聘用。回到香港後，他曾任職日語翻譯，其網名便是因他工作的公司內有2個Jason，而他年齡比較大，因而被稱呼為「大Jason」，簡稱「大J」。2012年，他在香港藝人謝霆鋒開設的公司任職自由工作者期間開始接觸影片製作，並對影片製作產生興趣。

### YouTuber生涯
2006年5月25日，周世鏗已經開設YouTube帳戶，為他的舊頻道。
2012年，周世鏗在YouTube上載其第一部影片《街頭訪問：徐子珊vs高海寧》，開始其YouTuber生涯，該影片吸引約100,000人觀看。其後，他在高登討論區發帖表示如果取得1001個回覆，他便會以女性打扮逛街，帖文其後獲得1001個回覆，他因兌現承諾而令其知名度提升。但是，周世鏗的舊頻道在半年後被網民指控訂閱數造假而被YouTube停權，兩個月後因傳聞被查證為假，所以頻道亦重新開通，在舊頻道被停權後他創立新的頻道，並在翌年因電子遊戲《GTA V》而開始拍攝遊戲評論影片。
在上載遊戲評論影片之初，周世鏗透過YouTube所賺取的收入不多，仍要以日語翻譯作為正職來維持生計。後來由於觀眾人數上升，而將YouTuber變成全職工作。2015年，他在同年的香港書展發表其著作《如何製造大J》，分享在網絡世界賺錢的方法及取得觀眾支持的方法。周世鏗成為全職YouTuber後，其年薪達100萬港元，其中約50萬元為與YouTube均分的廣告費用，佔總收入的一半，而其餘的一半則靠遊戲商及產品贊助費維持。截至2016年10月，他的訂閱人數約為45萬人，觀賞次數達2.1億次，其觀眾有約一半為24歲或以下的人士。
2016年，周世鏗接受訪問時表示，他的目標並非畢生拍攝YouTube影片，而是打算以YouTube作為平台賺取經驗和人脈，並在未來退居幕後擔任網絡製作人或經營電子遊戲公司。
2016年11月，他在韓國舉行的WEB TV ASIA頒獎禮中，獲得「香港最受歡迎的頻道」獎。。
2017年2月，周世鏗成為香港第一個突破50萬訂閱的粵語 YouTuber，亦是香港年薪達百萬港元的YouTuber之一。
2017年3月，宣布第二頻道Hunggy Games正式開始運作。
截至2017年7月13日，其觀賞次數達2.87億次，總觀賞時間為14.42億分鐘，其觀眾的分佈如下：
| 年齡       | %    | %比例圖 | 男女比例 |
| ---------- | ---- | ------- | -------- |
| 13-17歲    | 15%  | 15      | 81:19    |
| 18-24歲    | 33%  | 33      | 81:19    |
| 25-34歲    | 30%  | 30      | 83:17    |
| 35-44歲    | 13%  | 13      | 78:22    |
| 45-54歲    | 5.0% | 5       | 82:18    |
| 55-64歲    | 1.5% | 1.5     | 81:19    |
| 65歲及以上 | 2.3% | 2.3     | 83:17    |

2017年8月5日，他的第二頻道Hunggy Games突破十萬人訂閱。
2020年4月21日，其主頻道「JASON」訂閱人數達到 95萬人。
2021年6月，JASON頻道的訂閱人數正式被馬田超越。
2022年1月2日，周世鏗的主頻道「JASON」訂閱人數達到100萬人。

### 電視工作
2017年7月至同年9月節目播畢其間，周世鏗開始擔任ViuTV清談節目《KO KOL》主持。

### 積極表態「反送中」
2019年5月29日起，周世鏗已率先上載〔《逃犯條例》我都不確定我會否成爲「逃犯」〕一片至YouTube，率先表態反對逃犯條例。其後，他更多次親身到現場採訪，以直播和影片的方式分享至YouTube，更自稱因表態而失去六位數字代言費，數字頗多。7月22日，周世鏗在元朗襲擊事件發生後翌日，開腔表示對事件非常痛心哀傷，並表明會對任何可能因表態而遭解約的YouTuber補貼損失，以呼籲更多同行表態。7月25日，他公開表示作為公眾人物，YouTuber亦應發揮影響力，為公義發聲。由於他對反送中的積極取態與一直沉默的「達哥」林慧韡形成極強烈對比，網民認為周世鏗已經取代達哥在KOL界的地位，因後者在事件中一直沉默，其後更於7月24日大罵觀眾為「引戰狗」，更反擊質疑他不表態的粉絲取消訂閱及取消關注他的專頁及頻道。

### 頻道被黑客入侵
2020年4月8日約晚上8時，周世鏗的YouTube帳號被黑客入侵。其中，約晚上11時，遊戲頻道的影片被快速私人化。FB、IG 亦曾被人嘗試透過忘記密碼進行入侵9日。下午，周氏在Facebook表示已奪回YouTube帳戶。並上傳影片講訴自己被黑經歷，警惕粉絲網友保護個人上網安全，他也提醒大家，在現在的網絡時代，汲取各種渠道的新聞，和適時發表自己態度的同時，都應該注意自己的互聯網的安全，免遭黑客或者惡意者的攻擊 並建議使用VPN。，讓更多的人都在自由表達自己觀點的同時，也受到網絡的保護。

## 個人生活
周世鏗的太太麻衣（英語：Mai）是日本神奈川縣的橫濱人。他們於2015年8月23日在數碼港舉行的「YouTube遊戲王打擂台」中訂婚，並於2020年5月1日，正式註冊結婚，成為合法夫妻。他們養有兩隻異國短毛貓，一隻雄性貓名叫（已於2022年3月26日離世），另一隻雌性貓名叫。於2018年4月15日起由黃埔花園搬入大埔林村新村205號。
2021年12月30日，宣佈因個人理由移居日本。

## 爭議
周世鏗因為在高登討論區承諾以女性打扮逛街而於高登討論區成名，但他後來與高登討論區會員反目而引發爭議。香港獨立媒體的曉高臣於2015年12月4日形容其有關舉動是過河拆橋的行為。他亦抨擊周氏是「網絡窮人」和沒有過人之處，只靠網上騙取讚好的「網絡寄生蟲」，並指「網民有能力捧得起你，都自然有能力質死你」。

## 著作及出演作品
- JASON(大J)(2015)：《如何製造大J》。香港：Hong Kong New Media Limited。ISBN 9789881417640
- I am 日本人。日本：GAGA Communications
- anego第5話。日本：日本電視台
- 導火新聞線

## 外部連結
- YouTube上的JASON的主頻道
- YouTube上的JASON的遊戲頻道
- YouTube上的JASON的舊頻道
- 大J的Facebook專頁
- 大J的Instagram帳戶